# Patricia Vizitiu
Patricia Maria Vizitiu (nascida em 15 de outubro de 1988) é uma handebolista romena. Atua como lateral direita e joga pelo clube HCM Râmnicu Vâlcea desde 2016. Integrou a seleção romena feminina que terminou na nona posição no handebol dos Jogos Olímpicos de Verão de 2016, realizados no Rio de Janeiro, Brasil. Foi medalha de bronze no Campeonato Mundial de Handebol Feminino de 2015, na Dinamarca. Seu pai Dumitru Vizitiu, já falecido, atuava como jogador de futebol durante a década de 1980, e o irmão mais velho, cujo nome é Dacian, é também jogador de futebol.

## Distinção internacional
- Liga dos Campeões da EHF:
  - Finalista: 2010
  - Semifinalista: 2009, 2012
- Copa Challenge da EHF:
  - Campeã: 2007
- Copa das Vencedoras das Copas da EHF:
  - Finalista: 2008